# Sutton Waldron
Sutton Waldron är en civil parish i Storbritannien.   Den ligger i kommunen Dorset och riksdelen England, i den södra delen av landet, 160 km väster om huvudstaden London. Antalet invånare är 200.